# Dallas Jenkins

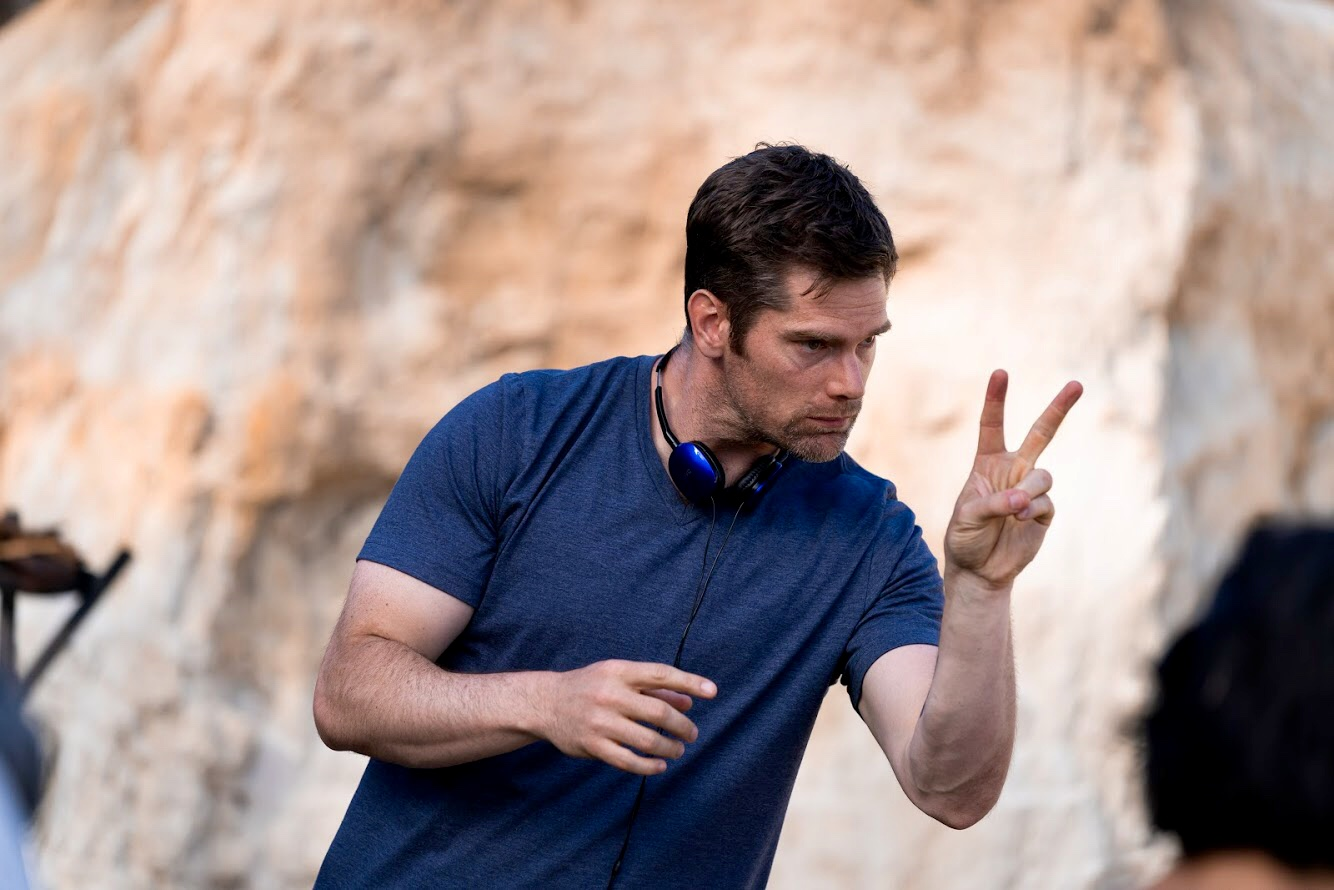
Dallas Jenkins

Dallas Jenkins (* 25. Juli 1975) ist ein US-amerikanischer Regisseur, Autor und Filmproduzent.

## Leben
Im deutschen Sprachraum bekannt wurde der Film What if... Ein Himmlischer Plan aus dem Jahr 2010.
Größere internationale Bekanntheit erreichte Jenkins durch sein Projekt The Chosen. Die Serie ist die erste über das Leben von Jesus von Nazareth. Die Folgen sind kostenlos über eine App zugänglich, das Projekt finanziert sich über Crowdfunding.
Jenkins ist evangelikaler Christ und war Teil der Leitung der Megachurch Harvest Bible Chapel in Rolling Meadows, Illinois. Seit 1998 ist er mit Amanda Jenkins verheiratet. Das Paar hat vier Kinder.